# Friends (6.ª temporada)
A sexta temporada de Friends, uma série de comédia de situação americana criada por David Crane e Marta Kauffman, estreou na National Broadcasting Company (NBC) em 23 de setembro de 1999 com o episódio "The One After Vegas". A série foi produzida pela Bright, Kauffman, Crane Productions em associação com a Warner Bros. Television. A temporada teve 25 episódios e foi concluída com "The One with the Proposal" em 18 de maio de 2000.

## Elenco
| - Jennifer Aniston como Rachel Green - Courteney Cox como Monica Geller - Lisa Kudrow como Phoebe Buffay - Matt LeBlanc como Joey Tribbiani - Matthew Perry como Chandler Bing - David Schwimmer como Ross Geller - Elle Macpherson como Janine LaCroix - Alexandra Holden como Elizabeth Stevens - Bruce Willis como Paul Stevens - Reese Witherspoon como Jill Green - Tom Selleck como Richard Burke - James Michael Tyler como Gunther - Ron Glass como Russell, o advogado do divórcio | - Maggie Wheeler como Janice Hosenstein - Elliott Gould como Jack Geller - Christina Pickles como Judy Geller - June Gable como Estelle Leonard - Jane Sibbett como Carol Willick - Jessica Hecht como Susan Bunch - Conchata Ferrell como o juiz - Ralph Lauren como ele mesmo - Joanna Gleason como Kim - Missi Pyle como Hillary - Kristian Alfonso como Hope - Mitchell Whitfield como Barry - Paul Gleason como Jack - Pat Finn como Dr. Roger - Joshua Cox como Eldad | - Louis Mandylor como Carl - Oliver Muirhead como o joalheiro - Brian Dunkleman como o cliente - Bill Stevenson como Rick - Bess Meyer como Dana - Scott Paetty como Sebastian - Andrew Bilgore como Wayne - Chris Kennedy como Patrick |

## Episódios
| N.º na série | N.º na temp. | Título original (Título em português)                                                      | Dirigido por    | Escrito por                                                                        | Exibição original       | Cód. de produção | Audiência nos EUA (milhões) |
| --- | ------------ | ------------------------------------------------------------------------------------------ | --------------- | ---------------------------------------------------------------------------------- | ----------------------- | ---------------- | --------------------------- |
| 122 | 1            | "The One After Vegas" "Aquele Depois de Vegas"                                             | Kevin S. Bright | Adam Chase                                                                         | 23 de setembro de 1999  | 225551           | 27,7                        |
| Phoebe e Joey contam a Mônica e Chandler que vieram a capela a convite de Ross e Rachel para ver o casamento deles. Rachel e Ross acordam juntos. O filme de Joey foi cancelado, e ele convida Phoebe para voltar de táxi para Nova York com ele. Ross e Rachel não sabem que estão casados. Mônica e Chandler não querem mais casar. Rachel e Ross decidem anular o casamento. Chandler pede a Mônica para ir morar com ela e ela aceita. Ross diz a Rachel que deu entrada nos papéis do anulamento, mas diz em segredo para Phoebe que não deu entrada ainda. |              |                                                                                            |                 |                                                                                    |                         |                  |                             |
| 123 | 2            | "The One Where Ross Hugs Rachel" "Aquele em que Ross Abraça Rachel"                        | Gail Mancuso    | Shana Goldberg-Meehan                                                              | 30 de setembro de 1999  | 225552           | 22,9                        |
| Rachel Monica e Chandler decidem morar juntos, levando Rachel a achar que os três vão dividir o apartamento. Ross tenta esconder de Rachel que o casamento dos dois não foi anulado. |              |                                                                                            |                 |                                                                                    |                         |                  |                             |
| 124 | 3            | "The One with Ross's Denial" "Aquele da Negação de Ross"                                   | Gary Halvorson  | Seth Kurland                                                                       | 7 de outubro de 1999    | 225553           | 21,6                        |
| Monica e Chandler discordam quanto à redecoração do antigo quarto de Rachel. Joey quer uma companheira de quarto bonita. Ross não quer aceitar que ainda ama Rachel. |              |                                                                                            |                 |                                                                                    |                         |                  |                             |
| 125 | 4            | "The One Where Joey Loses His Insurance" "Aquele em que Joey Perde Seu Convênio"           | Gary Halvorson  | Andrew Reich e Ted Cohen                                                           | 14 de outubro de 1999   | 225554           | 21,1                        |
| Ross é convidado para dar aulas na "NYU". A cartomante de Phoebe diz a ela que a loira tem apenas uma semana de vida. Joey descobre que não tem mais plano de saúde. Chandler acompanha Joey com seus testes. Com a mudança de Rachel, ela disputa os castiçais com Monica. |              |                                                                                            |                 |                                                                                    |                         |                  |                             |
| 126 | 5            | "The One with Joey's Porsche" "Aquele do Porsche de Joey"                                  | Gary Halvorson  | Perry Rein e Gigi McCreery                                                         | 21 de outubro de 1999   | 225555           | 22,4                        |
| Joey encontra a chave de um Porsche no Central Perk, e enquanto tenta localizar o dono, finge que o carro é seu. Chandler, Monica e Phoebe tomam conta dos trigêmeos de Alice e Frank. Rachel descobre que Ross não prosseguiu com o divórcio. |              |                                                                                            |                 |                                                                                    |                         |                  |                             |
| 127 | 6            | "The One on the Last Night" "Aquele da Última Noite"                                       | David Schwimmer | Scott Silveri                                                                      | 4 de novembro de 1999   | 225556           | 23,6                        |
| Rachel vai se mudar para o apartamento de Phoebe, e Joey não terá com quem dividir o apartamento. Ross não quer ajudar a empacotar as coisas, então finge que está cuidando de Ben. Chandler tenta ajudar Joey financeiramente, “perdendo” para o amigo em vários jogos. |              |                                                                                            |                 |                                                                                    |                         |                  |                             |
| 128 | 7            | "The One Where Phoebe Runs" "Aquele Onde Phoebe Corre"                                     | Gary Halvorson  | Sherry Bilsing-Graham e Ellen Plummer                                              | 11 de novembro de 1999  | 225557           | 22,7                        |
| Rachel e Phoebe decidem correr juntas, mas Rachel percebe que Phoebe corre de um jeito bem amalucado. Joey acha uma mulher sexy para dividir o apartamento com ele. Chandler tenta fazer uma surpresa para Monica limpando o apartamento, mas esquece a localização exata de tudo o que tirou do lugar. Ross ajuda Chandler a reorganizar o apartamento. |              |                                                                                            |                 |                                                                                    |                         |                  |                             |
| 129 | 8            | "The One with Ross's Teeth" "Aquele com os Dentes do Ross"                                 | Gary Halvorson  | História por : Andrew Reich e Ted Cohen Roteiro por : Perry Rein e Gigi McCreery   | 18 de novembro de 1999  | 225558           | 22,1                        |
| Ross faz branqueamento nos dentes para um encontro, mas eles começam a brilhar no escuro. Phoebe tem um caso com o rapaz da copiadora da empresa em que Rachel trabalha, mas acha que ficou com o próprio Ralph Lauren. |              |                                                                                            |                 |                                                                                    |                         |                  |                             |
| 130 | 9            | "The One Where Ross Got High" "Aquele em que Ross Fica Doidão"                             | Kevin S. Bright | Gregory S. Malins                                                                  | 25 de novembro de 1999  | 225559           | 19,2                        |
| Os pais de Monica vão passar o Dia de Ação de Graças com a turma de amigos, mas além de não gostarem de Chandler, eles não sabem que ele mora com sua filha. Rachel faz uma sobremesa – com bife. Joey e Ross estão apressados para jantar logo e poderem ir para a comemoração de Janine. |              |                                                                                            |                 |                                                                                    |                         |                  |                             |
| 131 | 10           | "The One with the Routine" "Aquele da Rotina"                                              | Kevin S. Bright | Brian Boyle                                                                        | 16 de dezembro de 1999  | 225561           | 22,4                        |
| Joey começa a gostar mais de Janine. Janine recebe um convite para dançar em um programa e convida Ross, Monica e Joey para irem com ela. Rachel, Phoebe e Chandler procuram pelos presentes de Natal que Monica escondeu. |              |                                                                                            |                 |                                                                                    |                         |                  |                             |
| 132 | 11           | "The One with the Apothecary Table" "Aquele com a Mesa do Boticário"                       | Kevin S. Bright | História por : Zachary Rosenblatt Roteiro por : Brian Boyle                        | 6 de janeiro de 2000    | 225560           | 22,3                        |
| Rachel encomenda uma mesa de boticário de uma loja, mas Phoebe odeia companhias que produzem em massa. Janine fala mal de Chandler e Monica para Joey. |              |                                                                                            |                 |                                                                                    |                         |                  |                             |
| 133 | 12           | "The One with the Joke" "Aquele da Piada"                                                  | Gary Halvorson  | História por : Shana Goldberg-Meehan Roteiro por : Andrew Reich e Ted Cohen        | 13 de janeiro de 2000   | 225562           | 22,3                        |
| Chandler e Ross disputam a autoria de uma piada publicada na Playboy. Joey começa a trabalhar no Central Perk. |              |                                                                                            |                 |                                                                                    |                         |                  |                             |
| 134 | 13           | "The One with Rachel's Sister" "Aquele com a Irmã de Rachel"                               | Gary Halvorson  | História por : Seth Kurland Roteiro por : Sherry Bilsing-Graham e Ellen Plummer    | 3 de fevereiro de 2000  | 225563           | 24,1                        |
| Joey se encrenca por não cobrar o consumo de garotas bonitas no Central Perk. Monica tenta convencer Chandler de que não está doente. A irmã de Rachel, Jill, vai para Nova Iorque. |              |                                                                                            |                 |                                                                                    |                         |                  |                             |
| 135 | 14           | "The One Where Chandler Can't Cry" "Aquele em que Chandler Não Consegue Chorar"            | Kevin S. Bright | Andrew Reich e Ted Cohen                                                           | 10 de fevereiro de 2000 | 225564           | 23,8                        |
| Chandler admite que não chora desde criança. Phoebe descobre que Úrsula faz filmes pornôs usando seu nome. Rachel tenta impedir que Ross e Jill tenham um relacionamento. |              |                                                                                            |                 |                                                                                    |                         |                  |                             |
| 136 137 | 15 16        | "The One That Could Have Been" "Aquele que Poderia Ter Sido"                               | Michael Lembeck | Gregory S. Malins e Adam ChaseDavid Crane e Marta Kauffman                         | 17 de fevereiro de 2000 | 225565 225566    | 20,7                        |
| A turma começa a imaginar como seriam suas vidas se tivessem tomado rumos diferentes. Ross ainda é casado com Carol, Rachel é esposa de Barry, mas fanática pela estrela de novelas Joey. Monica ainda está acima do peso, e Phoebe trabalha na bolsa de valores. Carol e Ross decidem fazer sexo a três para apimentar a relação. Rachel beija Joey. Chandler dorme com Monica, e os dois acabam juntos de qualquer forma. Susan conhece Carol. Rachel flagra Barry a traindo.                                                                                  |              |                                                                                            |                 |                                                                                    |                         |                  |                             |
| 138 | 17           | "The One with Unagi" "Aquele do Unagi"                                                     | Gary Halvorson  | História por : Zachary Rosenblatt Roteiro por : Adam Chase                         | 24 de fevereiro de 2000 | 225568           | 22,1                        |
| Joey precisa de dinheiro e resolve participar de um estudo médico com gêmeos. Rachel e Phoebe fazem aulas de autodefesa, mas Ross tenta dar uma lição de Unagi a elas. Chandler precisa fazer um presente de Dia dos Namorados para Monica. |              |                                                                                            |                 |                                                                                    |                         |                  |                             |
| 139 | 18           | "The One Where Ross Dates a Student" "Aquele em que Ross Namora Uma Aluna"                 | Gary Halvorson  | Seth Kurland                                                                       | 9 de março de 2000      | 225567           | 20,5                        |
| Ross considera namorar uma aluna. Uma ex-namorada de Chandler é diretora do novo filme do Al Pacino, e Joey quer fazer um teste para entrar no elenco. Um incêndio acontece no apartamento de Phoebe e Rachel, e as garotas precisam morar com Monica e Joey. |              |                                                                                            |                 |                                                                                    |                         |                  |                             |
| 140 | 19           | "The One with Joey's Fridge" "Aquele com o Refrigerador de Joey"                           | Ben Weiss       | História por : Seth Kurland Roteiro por : Gigi McCreery e Perry Rein               | 23 de março de 2000     | 225569           | 21,5                        |
| Ross fica preocupado agora que sua aluna/namorada vai viajar em férias na companhia de seus selvagens amigos. Rachel precisa de companhia para uma festa. Chandler, Monica e Phoebe disputam por quem será o escolhido de Rachel para a festa. O refrigerador de Joey quebra. |              |                                                                                            |                 |                                                                                    |                         |                  |                             |
| 141 | 20           | "The One with Mac and C.H.E.E.S.E." "Aquele com 'Mac and C.H.E.E.S.E.'"                    | Kevin S. Bright | Doty Abrams                                                                        | 13 de abril de 2000     | 225575           | 18,8                        |
| Joey arranja um teste para o papel principal em uma nova série de TV. Quando o teste é remarcado, Chandler se esquece de dar o recado a Joey. |              |                                                                                            |                 |                                                                                    |                         |                  |                             |
| 142 | 21           | "The One Where Ross Meets Elizabeth's Dad" "Aquele em que Ross Conhece o Pai de Elizabeth" | Michael Lembeck | História por : David J. Lagana Roteiro por : Scott Silveri                         | 27 de abril de 2000     | 225570           | 20,6                        |
| Ross falha ao tentar impressionar o pai de sua namorada. Joey ameaça o futuro de seu personagem em um seriado ao insultar um robô. Phoebe escreve um livro sobre Monica e Chandler. |              |                                                                                            |                 |                                                                                    |                         |                  |                             |
| 143 | 22           | "The One Where Paul's the Man" "Aquele em que Paul é o Cara"                               | Gary Halvorson  | História por : Brian Caldirola Roteiro por : Sherry Bilsing-Graham e Ellen Plummer | 4 de maio de 2000       | 225571           | 20,0                        |
| Enquanto Ross e Elizabeth curtem um romântico final de semana na cabana da família da garota, o pai da menina e Rachel aparecem por lá inesperadamente. Chandler finge surtar quando descobre que Monica reservou um salão para uma festa de casamento, mas secretamente planeja pedir sua mão em casamento. |              |                                                                                            |                 |                                                                                    |                         |                  |                             |
| 144 | 23           | "The One with the Ring" "Aquele com o Anel"                                                | Gary Halvorson  | Ted Cohen e Andrew Reich                                                           | 11 de maio de 2000      | 225572           | 20,9                        |
| Chandler e Phoebe saem para comprar um anel para Monica. Rachel quer que Paul se abra, mas ele acaba exagerando. |              |                                                                                            |                 |                                                                                    |                         |                  |                             |
| 145 146 | 24 25        | "The One with the Proposal" "Aquele da Proposta de Casamento"                              | Kevin S. Bright | Shana Goldberg-Meehan e Scott SilveriAndrew Reich e Ted Cohen                      | 18 de maio de 2000      | 225573 225574    | 30,7                        |
| Chandler planeja pedir Monica em casamento, mas seus planos não dão certo quando Richard aparece. Phoebe e Joey vão com Rachel a um leilão de caridade. Monica tem dificuldades para decidir entre Richard e Chandler. Rachel e Phoebe discutem sobre seus planos se não forem casadas quando tiverem 40 anos. |              |                                                                                            |                 |                                                                                    |                         |                  |                             |